# 清水巖原日軍戰備坑道
林園清水巖原日軍戰備坑道，是位於高雄市林園區潭頭里清水巖的一座坑道。第二次世界大戰期間，日軍為了防範美軍發動登陸作戰，在鳳山丘陵挖掘了許多坑道。主坑道由今日林園區林內里經沿鳳山丘陵東南側，抵中門里的鳳鼻頭出海口附近；支坑道則盤根錯節。戰後大部分坑道損毀，林園區潭頭里清水巖龍蟠洞附近的一段，是目前保存較完整的部分。
該坑道系統包括單層及雙層式隧道。建築材料除少部分為土質材料外，大部分為咾咕石。

## 外部連結
- 高雄市政府文化局——林園清水巖原日軍戰備坑道 （页面存档备份，存于）
- 文化部文化資產局——林園清水巖原日軍戰備坑道 （页面存档备份，存于）